# Gravitonska zvezda
Gravitonska zvezda ali tudi »kvazi črnolukenjsko telo« (KČLT) je astronomsko telo, katerega obstoj je teoretičen. Obstoj gravitonskih zvezd, še niso potrdili z astronomskimi opazovanji. Imenovanje izvira iz angleškega imena »gravastar«, kar prevedeno iz angleščine, pomeni gravitacijska vakuumska zvezda (GRAvitational VAcuum STAR).
Po teoriji Pawla Mazure in Emila Mottole, naj bi se super masivne zvezde ne sesedle v črne luknje, ampak bi po izbruhu plinov v vesolje (eksplozija supernove) ostale gravitonske zvezde. Pri nastajanju črne luknje, se zvezda sesede zaradi lastne težnosti do skrajne mere in se preobrazi, z matematičnimi sredstvi neopisljivo, prostorsko-časovno singularnost. Teorija o gravitonski zvezdi pa predvideva, da se zvezda sesede le do določene stopnje. Po teoriji naj bi bili kvantni učinki neke vrste fazni prehod v prostoru-času, zaradi česar bi bilo nadaljnje krčenje zvezde zaustavljeno.
Mazur in Mottola sta predlagala, da teorija o gravitonskih zvezdah, daje rešitev singularnosti, ter da bi bile gravitonske zvezde lahko izvor izbruhov žarkov γ, katere pripisujejo črnim luknjam. Veliko astrofizikov je enotnega mnenja, da bi lahko za razlago izbruhov uporabili tudi manj spekulativne teorije.
Gravitonske zvezde je, tako, kot črne luknje, nemogoče neposredno opaziti. Odkrijemo jih lahko posredno, preko visoko-energijskega sevanja, ki se sprošča, ko snov v spirali pada proti zvezdi, in se pri tem segreva. Včasih gravitacijske zvezde tvorijo gravitacijske leče. Sevanje, ki potuje v bližini teh zvezd oz. črnih lukenj, se zaradi močnega gravitacijskega polja odkloni, tako, da vidimo objekte, ki so za gravitacijskimi zvezdami popačene, v skrajnih primerih celo na mestih, kjer jih ne bi smelo biti. Astronomi, ki so po celotnem nebu iskali različne vrste sevanja, da bi našli črne luknje, danes še niso sposobni razločevanja med črno luknjo in gravitonsko zvezdo.
V notranjosti gravitonske zvezde se ustvarja mehur iz temne energije ki zagotavlja, za stabilnost nujen protitlak. Supermasivna stena tega mehurja je izvor težnosti gravitonske zvezde. Gravitonskim zvezdam so znanstveniki na splošno posvečali le malo zanimanja, saj obstoj teh  zvezd temelji na zelo spekulativni teoriji kvantne težnosti, katera nima nobene prednosti pred teorijo o črnih luknjah. Iz perspektive teorije o kvantni težnosti, ne obstaja nobena dobra utemeljitev, da naj bi obstajal prostor-čas na takšen način, kot predlagata Mazur in Mottola.